# Campeonato Europeu de Atletismo Sub-23 de 2017
O Campeonato Europeu de Atletismo Sub-23 de 2017 foi a 11ª edição do campeonato, organizado pela Associação Europeia de Atletismo (AEA) para atletas que não completaram seu 23º aniversário em 2017. A competição ocorreu no Estádio Zdzisław Krzyszkowiak, em Bydgoszcz, na Polônia, entre 13 e 16 de julho de 2017. Foram disputadas 44 provas no campeonato, no qual participaram 1.013 atletas de 47 nacionalidades. Foram quebrados 5 recordes do campeonato.

## Recordes
Durante o campeonato os seguintes recordes foram quebrados.
| Evento                   | Atleta              | Nacionalidade | Registro | Recorde               | Evento       |
| ------------------------ | ------------------- | ------------- | -------- | --------------------- | ------------ |
| Arremesso de peso        | Konrad Bukowiecki   | Polónia       | 21.26    | Recorde do campeonato | Qualificação |
| Arremesso de peso        | Konrad Bukowiecki   | Polónia       | 21.44    | Recorde do campeonato | Final        |
| Arremesso de peso        | Konrad Bukowiecki   | Polónia       | 21.59    | Recorde do campeonato | Final        |
| 10000 metros             | Yasemin Can         | Turquia       | 31:39.80 | Recorde do campeonato | Final        |
| 400 metros               | Anita Horvat        | Eslovênia     | 51.94    | Recorde nacional      | Bateria      |
| Heptatlo                 | Caroline Agnou      | Suíça         | 6.330    | Recorde nacional      | Final        |
| Lançamento de dardo      | Norbert Rivasz-Tóth | Hungria       | 83.08    | Recorde nacional      | Final        |
| 200 metros               | Ján Volko           | Eslováquia    | 20.33    | ,                     | Final        |
| Salto triplo             | Simo Lipsanen       | Finlândia     | 17.14    | Recorde nacional      | Final        |
| 400 metros com barreiras | Karsten Warholm     | Noruega       | 48.37    | Recorde do campeonato | Final        |
| 5000 metros              | Yasemin Can Turkey  | Turquia       | 15:01.67 | Recorde do campeonato | Final        |

## Medalhistas
Esses foram os resultados do campeonato. 

### Masculino
| Evento                      | Ouro                                                                                       | Ouro     | Prata | Prata       | Bronze                                                                                             | Bronze   |
| --------------------------- | ------------------------------------------------------------------------------------------ | -------- | --- | ----------- | -------------------------------------------------------------------------------------------------- | -------- |
| 100 metros                  | Ojie Edoburun · Grã-Bretanha                                                               | 10.14    | Ján Volko · Eslováquia | 10.18       | Jonathan Quarcoo · Noruega                                                                         | 10.29    |
| 200 metros                  | Ján Volko · Eslováquia                                                                     | 20.33 ', | Gautier Dautremer França | 20.66       | Roger Gurski · Alemanha                                                                            | 20.70    |
| 400 metros                  | Luka Janežič · Eslovênia                                                                   | 45.33    | Karsten Warholm · Noruega                                                                                                   | 45.75       | Benjamin Lobo Vedel · Dinamarca                                                                    | 46.08    |
| 800 metros                  | Andreas Kramer · Suécia                                                                    | 1:48.15  | Daniel Rowden · Grã-Bretanha                                                                                                | 1:48.16     | Marc Reuther · Alemanha                                                                            | 1:48.66  |
| 1 500 metros                | Marius Probst · Alemanha                                                                   | 3:49.06  | Filip Sasínek · Chéquia | 3:49.23     | Michał Rozmys · Polónia                                                                            | 3:49.30  |
| 5 000 metros                | Yemaneberhan Crippa · Itália                                                               | 14:14.28 | Simon Debognies · Bélgica                                                                                                   | 14:14.71    | Carlos Mayo · Espanha                                                                              | 14:15.07 |
| 10 000 metros               | Carlos Mayo · Espanha                                                                      | 29:28.06 | Amanal Petros · Alemanha | 29:34.94    | Emmanuel Roudolff-Lévisse França                                                                   | 29:42.85 |
| 20 km marcha atlética       | Diego García · Espanha                                                                     | 1:22:29  | Karl Junghannß · Alemanha                                                                                                   | 1:22:52     | Gabriel Bordier França                                                                             | 1:23:03  |
| 110 metros barreiras        | Ludovic Payen França                                                                       | 13.49    | Khai Riley-Laborde · Grã-Bretanha                                                                                           | 13.65       | Dylan Caty França                                                                                  | 13.66    |
| 400 metros barreiras        | Karsten Warholm · Noruega                                                                  | 48.37    | Dany Brand · Suíça | 49.14 NJ23R | Ludvy Vaillant França                                                                              | 49.31    |
| 3.000 metros com obstáculos | Yohanes Chiappinelli · Itália                                                              | 8:34.33  | Ahmed Abdelwahed · Itália                                                                                                   | 8:37.02     | Jamaine Coleman · Grã-Bretanha                                                                     | 8:40.44  |
| 4×100 metros estafetas      | Alemanha · Roger Gurski · Kai Köllmann · Philipp Trutenat · Daniel Hoffmann · Deniz Almas* | 39.11    | Grã-Bretanha · Theo Etienne · Kyle de Escofet · Reuben Arthur · Ojie Edoburun                                               | 39.11       | Finlândia · Willem Kajander · Oskari Lehtonen · Samuli Samuelsson · Aleksi Lehto                   | 39.70    |
| 4×400 metros estafetas      | Grã-Bretanha · Lee Thompson · Ben Snaith · Sam Hazel · Cameron Chalmers · Thomas Somers*   | 3:03.65  | Polónia · Wiktor Suwara · Przemysław Waściński · Kajetan Duszyński · Dariusz Kowaluk · Cezary Mirosław* · Łukasz Smolnicki* | 3:04.22     | França Victor Coroller Gilles Biron Étienne Merville Ludvy Vaillant Adrien Coulibaly* Hugo Houyez* | 3:05.24  |
| Salto em altura             | Dzmitry Nabokau · Bielorrússia                                                             | 2.24     | Christian Falocchi · Itália                                                                                                 | 2.24        | Viktor Lonskyy · Ucrânia                                                                           | 2.24     |
| Salto com vara              | Ben Broeders · Bélgica                                                                     | 5.60     | Axel Chapelle França | 5.60        | Adrián Vallés · Espanha                                                                            | 5.50     |
| Salto em comprimento        | Vladyslav Mazur · Ucrânia                                                                  | 8.04 EL, | Filippo Randazzo · Itália                                                                                                   | 7.98        | Thobias Nilsson Montler · Suécia                                                                   | 7.96     |
| Salto triplo                | Nazim Babayev · Azerbaijão                                                                 | 17.18    | Simo Lipsanen · Finlândia                                                                                                   | 17.14       | Max Heß · Alemanha                                                                                 | 16.68    |
| Arremesso de peso           | Konrad Bukowiecki · Polónia                                                                | 21.59    | Denzel Comenentia · Países Baixos                                                                                           | 19.86       | Sebastiano Bianchetti · Itália                                                                     | 19.69    |
| Lançamento de disco         | Sven Martin Skagestad · Noruega                                                            | 61.00    | Alin Alexandru Firfirică · Roménia                                                                                          | 60.17       | Clemens Prüfer · Alemanha                                                                          | 60.08    |
| Lançamento do martelo       | Bence Halász · Hungria                                                                     | 73.30    | Bence Pásztor · Hungria | 71.51       | Alexej Mikhailov · Alemanha                                                                        | 70.60    |
| Lançamento do dardo         | Norbert Rivasz-Tóth · Hungria                                                              | 83.08    | Ioannis Kiriazis · Grécia                                                                                                   | 81.04       | Andrian Mardare · Moldávia                                                                         | 78.76    |
| Decatlo                     | Jiří Sýkora · Chéquia                                                                      | 8084     | Fredrik Samuelsson · Suécia                                                                                                 | 8010        | Elmo Savola · Finlândia                                                                            | 7956     |

* Medalhistas que participaram apenas nas eliminatórias.

### Feminino
| Evento                      | Ouro                                                                                     | Ouro     | Prata                                                                             | Prata         | Bronze                                                                       | Bronze   |
| --------------------------- | ---------------------------------------------------------------------------------------- | -------- | --------------------------------------------------------------------------------- | ------------- | ---------------------------------------------------------------------------- | -------- |
| 100 metros                  | Ewa Swoboda · Polónia                                                                    | 11.42    | Krystsina Tsimanouskaya · Bielorrússia                                            | 11.54         | Sina Mayer · Alemanha                                                        | 11.58    |
| 200 metros                  | Finette Agyapong · Grã-Bretanha                                                          | 22.87    | Sarah Atcho · Suíça                                                               | 22.90         | Yana Kachur · Ucrânia                                                        | 23.20    |
| 400 metros                  | Gunta Latiševa-Čudare · Letónia                                                          | 52.00    | Laura Müller · Alemanha                                                           | 52.42         | Laura de Witte · Países Baixos                                               | 52.51    |
| 800 metros                  | Renée Eykens · Bélgica                                                                   | 2:04.73  | Aníta Hinriksdóttir · Islândia                                                    | 2:05.02       | Hannah Segrave · Grã-Bretanha                                                | 2:05.53  |
| 1 500 metros                | Konstanze Klosterhalfen · Alemanha                                                       | 4:10.30  | Sofia Ennaoui · Polónia                                                           | 4:13.54       | Martyna Galant · Polónia                                                     | 4:17.91  |
| 5 000 metros                | Yasemin Can · Turquia                                                                    | 15:01.67 | Alina Reh · Alemanha                                                              | 15:10.57      | Sarah Lahti · Suécia                                                         | 15:14.17 |
| 10 000 metros               | Yasemin Can · Turquia                                                                    | 31:39.80 | Sarah Lahti · Suécia                                                              | 32:46.91      | Büşra Nur Koku · Turquia                                                     | 33:33.22 |
| 20 km marcha atlética       | Klavdiya Afanasyeva Atletas independentes (AEA)                                          | 1:31:15  | María Pérez · Espanha                                                             | 1:31:29       | Živilė Vaiciukevičiūtė · Lituânia                                            | 1:32:21  |
| 100 metros barreiras        | Nadine Visser · Países Baixos                                                            | 12.92    | Elvira Herman · Bielorrússia                                                      | 12.95         | Luca Kozák · Hungria                                                         | 13.06    |
| 400 metros barreiras        | Ayomide Folorunso · Itália                                                               | 55.82    | Jessica Turner · Grã-Bretanha                                                     | 56.08         | Arna Stefanía Gudmundsdóttir · Islândia                                      | 56.37    |
| 3.000 metros com obstáculos | Anna-Emilie Møller · Dinamarca                                                           | 9:43.05  | Nataliya Strebkova · Ucrânia                                                      | 9:44.52 NJ23R | Emma Oudiou França                                                           | 9:50.30  |
| 4×100 metros estafetas      | Espanha · Paula Sevilla · Ane Petrirena · Lara Gómez · Cristina Lara                     | 43.96    | França Maroussia Paré Cynthia Leduc Fanny Peltier Amandine Brossier               | 44.06         | Suíça · Riccarda Dietsche · Sarah Atcho · Ajla Del Ponte · Géraldine Frey    | 44.07    |
| 4×400 metros estafetas      | Polónia · Dominika Muraszewska · Adrianna Janowicz · Mariola Karaś · Aleksandra Gaworska | 3:29.66  | Alemanha · Hendrikje Richter · Laura Müller · Nelly Schmidt · Hannah Mergenthaler | 3:30.18       | Ucrânia · Dariya Stavnycha · Yana Kachur · Tetyana Melnyk · Kateryna Klymyuk | 3:30.22  |
| Salto em altura             | Yuliya Levchenko · Ucrânia                                                               | 1.96     | Iryna Herashchenko · Ucrânia                                                      | 1.92          | Erika Furlani · Itália                                                       | 1.86     |
| Salto com vara              | Angelica Moser · Suíça                                                                   | 4.55     | Maryna Kylypko · Ucrânia                                                          | 4.45          | Lucy Bryan · Grã-Bretanha                                                    | 4.40 =   |
| Salto em comprimento        | Yanis David França                                                                       | 6.56     | Anna Bühler · Alemanha                                                            | 6.50          | Maryna Bekh · Ucrânia                                                        | 6.48     |
| Salto triplo                | Elena Panțuroiu · Roménia                                                                | 14.27    | Ana Peleteiro · Espanha                                                           | 14.19         | Rouguy Diallo França                                                         | 13.99    |
| Arremesso de peso           | Fanny Roos · Suécia                                                                      | 18.14    | Klaudia Kardasz · Polónia                                                         | 17.67         | Alina Kenzel · Alemanha                                                      | 17.46    |
| Lançamento de disco         | Claudine Vita · Alemanha                                                                 | 61.79    | Daria Zabawska · Polónia                                                          | 59.08         | Veronika Domjan · Eslovênia                                                  | 58.48    |
| Lançamento do martelo       | Alyona Shamotina · Ucrânia                                                               | 67.46    | Camille Sainte-Luce França                                                        | 66.98         | Beatrice Nedberge Llano · Noruega                                            | 66.74    |
| Lançamento do dardo         | Sara Kolak · Croácia                                                                     | 65.12    | Anete Kociņa · Letónia                                                            | 64.47         | Marcelina Witek · Polónia                                                    | 63.03    |
| Heptatlo                    | Caroline Agnou · Suíça                                                                   | 6330     | Verena Preiner · Áustria                                                          | 6232 NJ23R    | Celina Leffler · Alemanha                                                    | 6070     |

## Quadro de medalhas
| Ordem | País                        | Medalha de ouro | Medalha de prata | Medalha de bronze | Total |
| ----- | --------------------------- | --------------- | ---------------- | ----------------- | ----- |
| 1     | Alemanha                    | 4               | 6                | 8                 | 18    |
| 2     | Grã-Bretanha                | 3               | 4                | 3                 | 10    |
| 2     | Polónia                     | 3               | 4                | 3                 | 10    |
| 4     | Ucrânia                     | 3               | 3                | 4                 | 10    |
| 5     | Itália                      | 3               | 3                | 2                 | 8     |
| 6     | Espanha                     | 3               | 2                | 2                 | 7     |
| 7     | França                      | 2               | 4                | 7                 | 13    |
| 8     | Suécia                      | 2               | 2                | 2                 | 6     |
| 9     | Suíça                       | 2               | 2                | 1                 | 5     |
| 10    | Noruega                     | 2               | 1                | 2                 | 5     |
| 11    | Hungria                     | 2               | 1                | 1                 | 4     |
| 12    | Bélgica                     | 2               | 1                | 0                 | 3     |
| 13    | Turquia                     | 2               | 0                | 1                 | 3     |
| 14    | Bielorrússia                | 1               | 2                | 0                 | 3     |
| 15    | Países Baixos               | 1               | 1                | 1                 | 3     |
| 16    | Chéquia                     | 1               | 1                | 0                 | 2     |
| 16    | Letónia                     | 1               | 1                | 0                 | 2     |
| 16    | Roménia                     | 1               | 1                | 0                 | 2     |
| 16    | Eslováquia                  | 1               | 1                | 0                 | 2     |
| 20    | Dinamarca                   | 1               | 0                | 1                 | 2     |
| 20    | Eslovênia                   | 1               | 0                | 1                 | 2     |
| 22    | Azerbaijão                  | 1               | 0                | 0                 | 1     |
| 22    | Croácia                     | 1               | 0                | 0                 | 1     |
| 22    | Atletas Independentes (AEA) | 1               | 0                | 0                 | 1     |
| 25    | Finlândia                   | 0               | 1                | 2                 | 3     |
| 26    | Islândia                    | 0               | 1                | 1                 | 2     |
| 27    | Áustria                     | 0               | 1                | 0                 | 1     |
| 27    | Grécia                      | 0               | 1                | 0                 | 1     |
| 29    | Lituânia                    | 0               | 0                | 1                 | 1     |
| 29    | Moldávia                    | 0               | 0                | 1                 | 1     |
|       | Total                       | 44              | 44               | 44                | 132   |

## Participantes por nacionalidade
Um total de 1.013 atletas de 47 países participaram do campeonato.
- Andorra (1)
- Armênia (1)
- Áustria (15)
- Azerbaijão (2)
- Bielorrússia (28)
- Bélgica (17)
- Bósnia e Herzegovina (3)
- Bulgária (7)
- Croácia (19)
- Chipre (7)
- Chéquia (29)
- Dinamarca (13)
- Estónia (13)
- Finlândia (41)
- França (58)
- Geórgia (2)
- Alemanha (72)
- Gibraltar (2)
- Grã-Bretanha (45)
- Grécia (15)
- Hungria (32)
- Atletas independentes (2)
- Islândia (9)
- Irlanda (18)
- Israel (8)
- Itália (81)
- Kosovo (1)
- Letónia (10)
- Lituânia (22)
- Luxemburgo (3)
- Macedônia do Norte (2)
- Malta (2)
- Moldávia (5)
- Países Baixos (19)
- Noruega (27)
- Polónia (58)
- Portugal (28)
- Roménia (25)
- San Marino (2)
- Sérvia (10)
- Eslováquia (15)
- Eslovênia (12)
- Espanha (64)
- Suécia (43)
- Suíça  (32)
- Turquia (44)
- Ucrânia (49)

Legenda
| Recorde mundial       | Recorde mundial (World record)               |                       | Recorde africano                      | Recorde africano (African) |                                           | Q | Classificado por posição (Qualified) |
| Recorde do campeonato | Recorde do campeonato (Championship record)  | Recorde da América    | Recorde da América (Americas)         | q                          | Classificado por melhor tempo (Qualified) |   |                                      |
| Melhor marca do ano   | Melhor marca do ano (World leading)          | Recorde asiático      | Recorde asiático (Asian)              | DNS                        | Não largou (Did not start)                |   |                                      |
| Recorde nacional      | Recorde nacional (National record)           | Recorde europeu       | Recorde europeu (European)            | DNF                        | Não terminou (Did not finish)             |   |                                      |
| Recorde pessoal       | Recorde pessoal do atleta (Personal best)    | Recorde da Oceania    | Recorde da Oceania (Oceania)          | DSQ / DQ                   | Desclassificado (Disqualified)            |   |                                      |
| Recorde da temporada  | Recorde da temporada do atleta (Season best) | Recorde sul-americano | Recorde sul-americano (South America) | NM                         | Sem marca (No mark)                       |   |                                      |